# Radimitschen

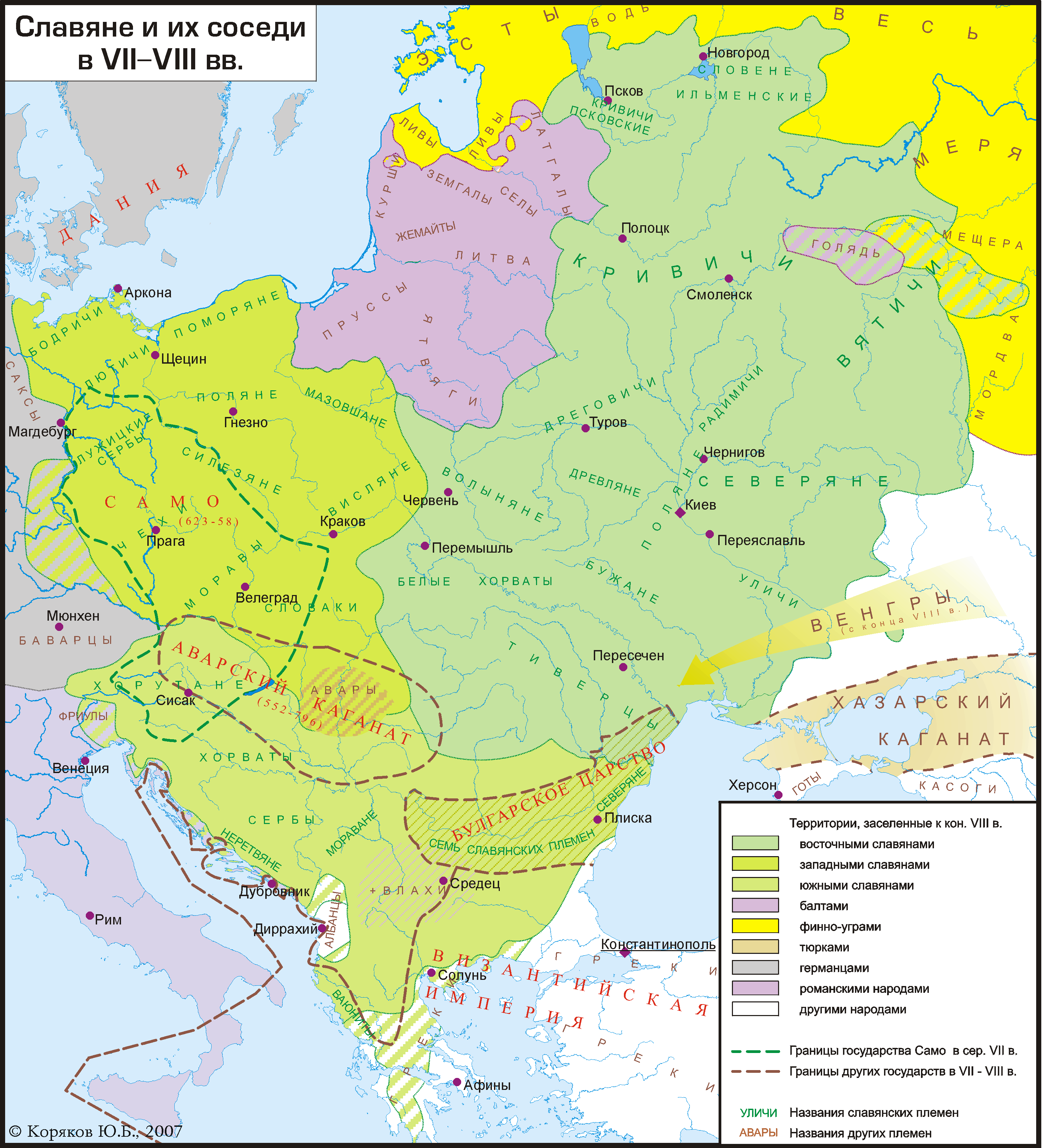
Radimitschen (Радимичи) auf der Siedlungskarte der Ostslawen

Die Radimitschen (russisch Радимичи, belarussisch Радзімічы) waren ein ostslawischer Stamm im heutigen Belarus vom 9. bis zum 12. Jahrhundert.

## Gebiet
Ihr Siedlungsgebiet lag anfangs am Fluss Sosch. Später siedelten sie im Gebiet zwischen dem oberen Dnepr und der Desna. 
Ihre Gebiete grenzten im Süden an die Sewerjanen, im Westen an die Dregowitschen, im Norden die Kriwitschen und im Osten die Wjatitschen.

## Geschichte

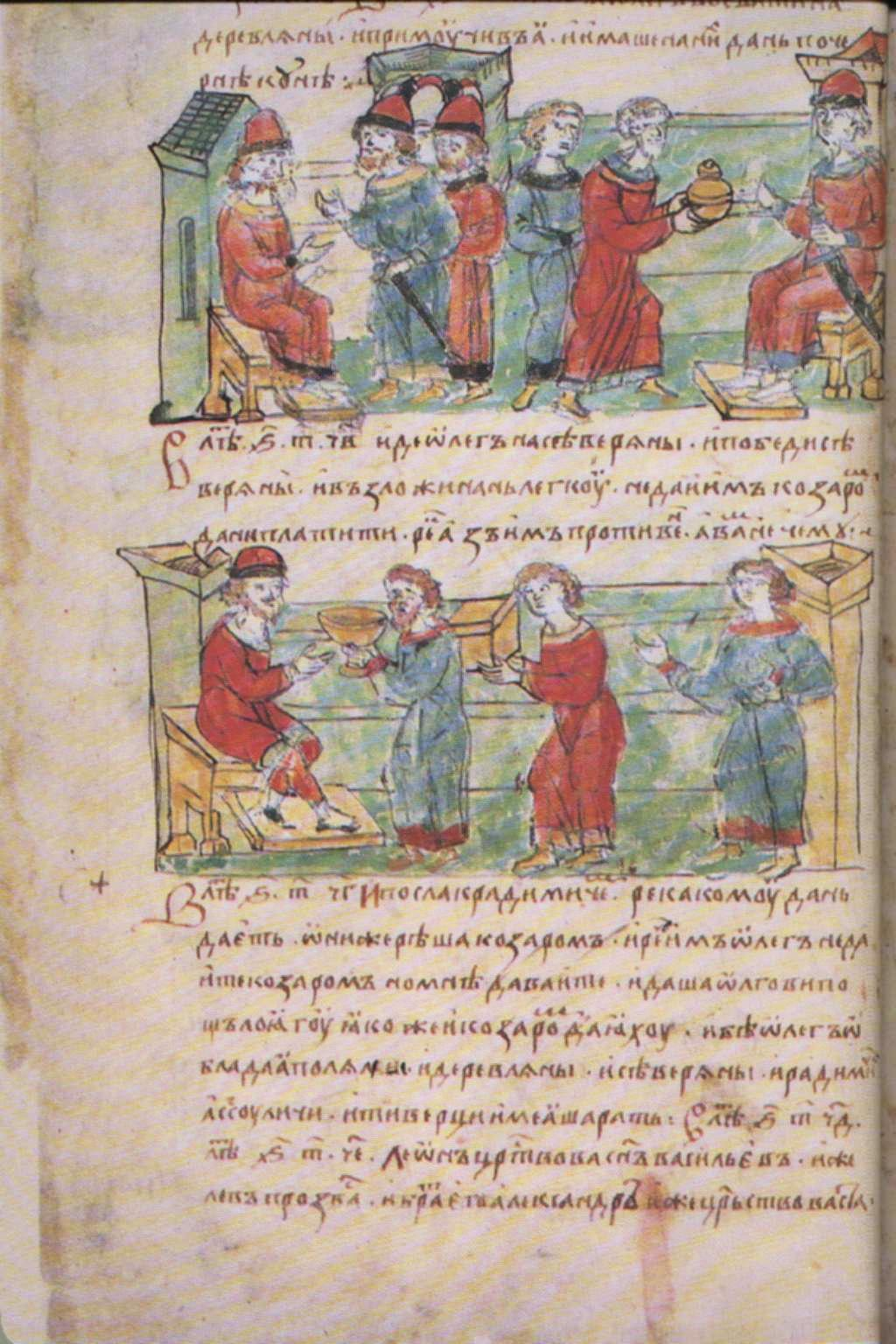
Die erste Erwähnung der Radimitschen in der Radziwiłł-Chronik für 885

Die Nestorchronik schrieb, die Radimitschen seien  ljachischer Herkunft (d. h. aus dem östlichen Polen). Ihr Anführer Radim habe sich mit ihnen im Gebiet des Flusses Sosch niedergelassen.
Um 885 forderte der Kiewer Fürst Oleg sie auf, ihm Tribut zu zahlen und nicht mehr den Chasaren.
907 nahmen sie am Kriegszug von Fürst Igor in das Byzantinische Reich teil.
Um 984 zogen Krieger von Fürst Wladimir dem Großen gegen die Radimitschen. Sie wurden bei Slawgorod geschlagen und waren seitdem Teil der Kiewer Rus. Die letzte Erwähnung der Radimitschen stammt aus dem Jahr 1169. 
Nach dem Zerfall der Kiewer Rus gehörten ihre Gebiete zum Fürstentum Tschernigow und teilweise zum Fürstentum Smolensk.
Zu den Städten, deren Gründung zwischen dem 9. und dem 11. Jahrhundert den Radimitschen zugeschrieben wird, gehören unter anderem Gomel, Rogatschew, Starodub und Kritschew. Charakteristisch für die Radimitschen waren siebenstrahlige Schläfenringe aus Bronze und Silber.
Man geht davon aus, dass ihre Nachfahren im Folgenden zu einem Teil des belarussischen Volkes wurden.